# Pius Leitner

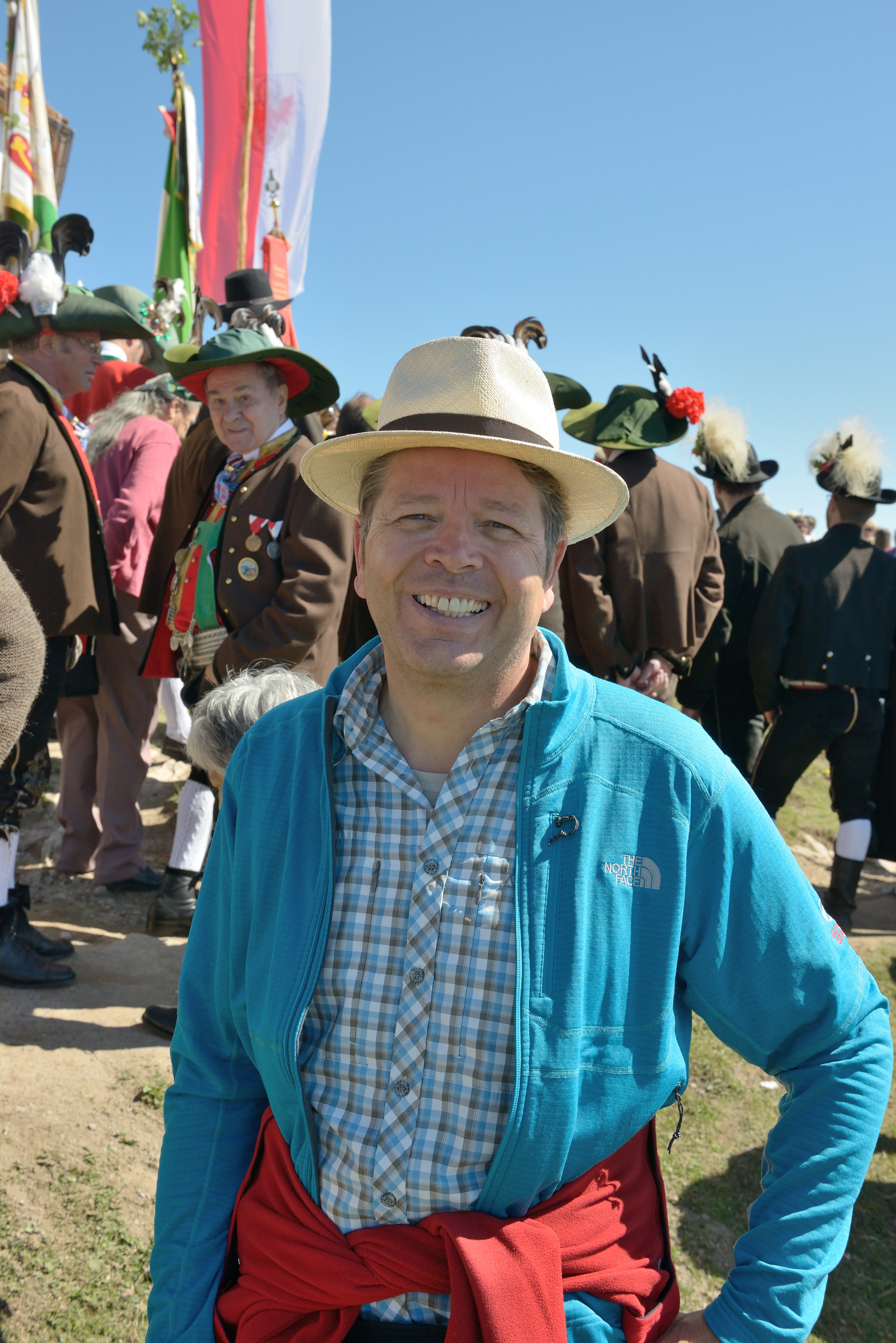
Pius Leitner bei der Einweihung der restaurierten Heiligkreuzkapelle Raschötz

Pius Leitner (* 12. Juni 1954 in Vals, Mühlbach) ist ein Südtiroler Politiker und Ehrenobmann der Partei Die Freiheitlichen.

## Leben
Leitner war beruflich von 1972 bis 1976 als Mittelschullehrer in Brixen, anschließend von 1977 bis 1992 als Zollbeamter in Franzensfeste tätig. Von 1989 bis 1993 stand er als Landeskommandant dem Südtiroler Schützenbund vor. Zusammen mit Stephan Gutweniger, Peter Paul Rainer und Christian Waldner, die die Führung im Schützenbund und in der Jungen Generation der Südtiroler Volkspartei übernommen hatten, versuchte er erfolglos, die SVP auf eine betont (deutsch-)nationale Linie zu bringen, die letztendlich eine Loslösung Südtirols vom italienischen Staat propagieren sollte. Leitner trat schließlich aus der SVP aus und konnte bei den Wahlen 1993 für die ein Jahr zuvor gegründeten Freiheitlichen ein Mandat für den Landtag und damit gleichzeitig den Regionalrat Trentino-Südtirol erringen. Von 1994 bis 2013 war Leitner Landesparteiobmann, seither ist er Ehrenobmann. Bei den Landtagswahlen 1998, 2003, 2008 und 2013 gelang ihm jeweils die Wiederwahl, zuletzt mit 36.761 Vorzugsstimmen. 2014 trat er als Spitzenkandidat eines Listenbündnisses der Freiheitlichen mit der Lega Nord bei der Europawahl an, verpasste aber mit 6223 Stimmen deutlich den Einzug ins Parlament. Am 13. März 2017 reichte Leitner seinen Rücktritt von seinem Landtags- und Regionalratsmandat ein, nachdem er erstinstanzlich zu einer bedingten Haftstrafe verurteilt worden war. Sein Gesuch wurde vom Landtag am 4. April angenommen, für ihn rückte Hannes Zingerle nach. Im September desselben Jahres wurde Leitner in zweiter Instanz von den gegen ihn erhobenen Vorwürfen freigesprochen. Nachdem der Fall vom Kassationsgerichtshof zurückverwiesen worden war, verurteilte im September 2019 die Corte d’Appello in Trient Leitner zu einer bedingten Haftstrafe in einem Ausmaß von einem Jahr und acht Monaten.